# Yeyike He
Yeyike He (kinesiska: 叶亦克河) är ett vattendrag i Kina. Det ligger i den autonoma regionen Xinjiang, i den nordvästra delen av landet, omkring 870 kilometer sydväst om regionhuvudstaden Ürümqi.
Genomsnittlig årsnederbörd är 81 millimeter. Den regnigaste månaden är juni, med i genomsnitt 23 mm nederbörd, och den torraste är april, med 2 mm nederbörd.